# Boimil (Boimorto)
Boimil (llamada oficialmente San Miguel de Boimil) es una parroquia y lugar español del municipio de Boimorto, en la provincia de La Coruña, Galicia.

## Entidades de población
Entidades de población que forman parte de la parroquia:
- Boimil
- Casanova (A Casanova)
- Codesido
- Gárdoma
- Casetas (As Casetas)
- Cernadela (A Cernadela)
- Cimadevila
- Coto (O Coto)
- Cruceiro (O Cruceiro)
- La Iglesia (A Igrexa)
- Real (O Real)
- A Baiuca
- Covas
- A Lesteira

## Despoblado
Despoblado que forma parte de la parroquia:
- Lamas (As Lamas)

## Demografía

### Parroquia
| Gráfica de evolución demográfica de Boimil (parroquia) entre 2000 y 2018 |
|                                                                          |
| Datos según el nomenclátor publicado por el INE.                         |

### Lugar
| Gráfica de evolución demográfica de Boimil (lugar) entre 2000 y 2018 |
|                                                                      |
| Datos según el nomenclátor publicado por el INE.                     |